# Atomwaffen Division
Atomwaffen Division (Sư đoàn Atomwaffen; "Atomwaffen" trong tiếng Đức có nghĩa là "Vũ khí hạt nhân") hay còn được gọi là National Socialist Resistance Front ("Mặt trận Kháng chiến Quốc Xã"), là một tổ chức tân phát xít khủng bố cực hữu quốc tế. Được thành lập vào năm 2013 và có trụ sở tại miền Nam Hoa Kỳ. Kể từ đó, tổ chức đã mở rộng khắp Hoa Kỳ và lan sang Vương quốc Anh, Canada, Đức, các quốc gia Vùng Baltic và các quốc gia Châu Âu khác. Nhóm được một số nhà báo mô tả là một phần của Alt-right, nhưng đã bị bác bỏ và nó được coi là đã cực đoan ngay cả trong phong trào đó. Tổ chức này được Trung tâm Luật pháp chống Nghèo đói và Phân biệt chủng tộc miền Nam (Southern Poverty Law Center hay SPLC) liệt kê là một nhóm thù địch, và đồng thời tổ chức này cũng bị nhiều chính phủ bao gồm Vương quốc Anh và Canada cho là một tổ chức khủng bố.
Các thành viên của tổ chức đã phải chịu trách nhiệm về một số vụ giết người, các cuộc tấn công khủng bố có kế hoạch và các hành động tội phạm khác.

## Lịch sử
Vào năm 2015, một thành viên sáng lập là Brandon Russell đã công bố việc thành lập nhóm trên trang Neo-fascist và Neo-Nazi ở diễn đàn web IronMarch.org, trước khi ngừng hoạt động vào năm 2017, có liên quan đến một số hành động của Chủ nghĩa khủng bố Tân Phát Xít và các Nhóm chiến binh cực đoan như Phong trào Kháng chiến Bắc Âu (Nordic Resistance Movement), National Action (Anh), CasaPound (Ý), và Golden Dawn (Hy Lạp). Trong các bài đăng đầu tiên, nhóm này tự mô tả là "một hệ tư tưởng rất cuồng tín, người đã thực hiện cả nghĩa vụ tại ngũ và huấn luyện quân sự, huấn luyện tay không, huấn luyện vũ khí và nhiều hình thức huấn luyện khác. Đối với hoạt động tích cực, chúng tôi truyền bá nhận thức trong thế giới thực thông qua các phương tiện độc đáo."
Thành viên của nhóm chủ yếu là những người trẻ tuổi và những thành viên đó cũng đã tuyển dụng các thành viên mới trong trường đại học. Các chiến dịch áp phích tuyển dụng trong khuôn viên trường kêu gọi sinh viên tham gia bằng những câu nói như "Join Your Local Nazis!" và "The Nazis Are Coming!". Tổ chức đăng áp phích tuyển dụng tại Trường Đại học Chicago, Đại học Trung tâm Florida, Đại học Old Dominion ở Norfolk, Virginia, và Đại học Boston. Nhóm Atomwaffen đã tuyển dụng một số cựu chiến binh và các thành viên của Quân đội Hoa Kỳ, những người huấn luyện các thành viên của tổ chức về việc sử dụng súng và chiến thuật quân sự. Một sĩ quan Hải quân Hoa Kỳ đã bị trục xuất vì bị cáo buộc vì tuyển dụng 12 thành viên cho nhóm và bốn lính Thủy quân lục chiến Hoa Kỳ trực thuộc bị buộc tội buôn bán và sản xuất vũ khí cho Nhóm Atomwaffen. Các thành viên của Tổ chức Atomwaffen cũng đã tìm cách huấn luyện cùng với Tiểu đoàn Azov và Phong trào Đế quốc Nga (Russian Imperial Movement hay RIM). Vào tháng 10 năm 2020, Ukraine đã trục xuất hai thành viên của Tổ chức Atomwaffen cố gia nhập Tiểu đoàn Azov vì tội xúi giục giết người và khủng bố.
Tổ chức Atomwaffen có quan hệ với nhiều nhóm phát xít mới có liên kết và hội Satanist Order of Nine Angles (O9A hoặc ONA).
Trong một cuộc điều tra, ProPublica (một tổ chức phi lợi nhuận có trụ sở tại Thành phố New York) đã thu được 250.000 nhật ký trò chuyện được mã hóa do các thành viên của tổ chức viết. Vào đầu năm 2018, ProPublica ước tính rằng Tổ chức Atomwaffen có 80 thành viên, trong khi Liên đoàn Chống Phỉ Báng (Anti-Defamation League hay ADL) ước tính rằng chỉ có từ 24 đến 36 thành viên. Theo Trung tâm chống khủng bố quốc tế, nhóm có một số lượng lớn "đồng đạo" bên cạnh 60 đến 80 thành viên chính thức.
Vào ngày 14 tháng 3 năm 2020, James Mason tuyên bố rằng Tổ chức Tân phát xít Atomwaffen đã tan rã. Tuy nhiên, Tổ chức được cho là sắp bị Bộ ngoại giao tố là Tổ chức khủng bố nước ngoài và Liên đoàn chống Phỉ Báng tuyên bố rằng "Động thái này được tạo ra để mang lại cho các thành viên sự linh hoạt hơn so với việc thực sự chấm dứt hoạt động của họ". Một bản tóm tắt thông tin tình báo do cơ quan thực thi pháp luật liên bang phân phối (Feds) đã cảnh báo rằng Tổ chức Atomwaffen và các chi nhánh của bọn họ đã thảo luận về việc lợi dụng đại dịch COVID-19. Vào ngày 25 tháng 3 năm 2020, một người đàn ông có tên là Missouri có liên kết với Tổ chức Atomwaffen bị cáo buộc đã lên kế hoạch phá hủy một bệnh viện, nơi có điều trị các nạn nhân bị nhiễm Vi-rút Corona bằng một quả bom trong xe và anh ta đã chết trong một cuộc đấu súng với FBI.
Theo các chuyên gia chống khủng bố, Tổ chức Atomwaffen vẫn hoạt động và tiếp tục thành lập các chi nhánh khác ở châu Âu. Vào ngày 31 tháng 5 năm 2020, có thông báo rằng một thành viên mới của Tổ chức Atomwaffen đã phát hiện ở Nga. Dịch vụ bảo vệ cục bộ trước đó cũng đã phát hiện ra một thành viên khác ở Thụy Sĩ, xác nhận sự nghi ngờ của các quan chức Đức rằng Thụy Sĩ đóng vai trò là trụ cột trong hoạt động của Tổ chức Atomwaffen ở Đức, cho phép bọn họ trốn tránh cơ quan thực thi pháp luật. Các quan chức an ninh châu Âu đã yêu cầu các đối tác Hoa Kỳ hỗ trợ trong việc chống lại các phần tử này và kêu gọi chỉ định chúng là các tổ chức khủng bố.
Vào tháng 8 năm 2020, vài tháng sau khi tuyên bố tan rã, nhóm lại xuất hiện trở lại, lần này với tên gọi là "National Socialist Order" (NSO).
Vào ngày 22 tháng 4 năm 2021, chính phủ Anh tuyên bố Tổ chức Atomwaffen/National Socialist Order là một tổ chức khủng bố. Các hành động tương tự đã được thực hiện bởi Canada và Úc, nơi các chi nhánh của Tổ chức Atomwaffen địa phương ra ngoài vòng pháp luật trong các lệnh cấm triệt để đối với các tổ chức cực hữu. Các cựu thành viên của NSO đã đăng một bài đăng blog trên trang web của họ vào ngày 12 tháng 9 năm 2022 tuyên bố rằng sẽ thành lập một tổ chức mới mang tên là "National Socialist Resistance Front" (NSRF).

## Hệ tư tưởng
Trong các video tuyên truyền của bọn họ, Tổ chức Atomwaffen đã đốt các bản sao của Hiến pháp Hoa Kỳ (CUS) và cờ, đồng thời bọn họ cũng ủng hộ các cuộc tấn công chống lại chính phủ Liên bang của Hoa Kỳ, các cuộc tấn công những dân tộc thiểu số, người đồng tính và tấn công cả người Do Thái. Tổ chức Atomwaffen đã tham gia vào một số âm mưu giết người hàng loạt, lên kế hoạch làm tê liệt hệ thống cấp nước công cộng và kế hoạch phá hủy các bộ phận của lưới truyền tải điện lục địa Hoa Kỳ. Tổ chức Atomwaffen cũng bị cáo buộc lên kế hoạch cho phá nổ các nhà máy điện hạt nhân. Mục đích của nhóm là dùng bạo lực để lật đổ chính phủ liên bang Hoa Kỳ thông qua các chiến thuật khủng bố và chiến tranh du kích. Từ năm 2017, Tổ chức có liên quan đến 8 vụ giết người và một số tội ác bạo lực khác do thù ghét ở Mỹ, bao gồm các vụ tấn công, hãm hiếp và nhiều vụ bắt cóc và tra tấn.
Tổ chức Atomwaffen ủng hộ Chủ nghĩa tân Quốc xã một cách rõ ràng, bị ảnh hưởng lớn từ James Mason và ấn phẩm "Siege" của ông, một bản tin những giữa năm 1980 của National Socialist Liberation Front bày tỏ lòng kính trọng đối với Adolf Hitler, Joseph Tommasi, Charles Manson và Savitri Devi. Nhóm đã xuất bản thành một cuốn sách có cùng tựa đề mà tất cả các thành viên của Tổ chức Atomwaffen đều phải đọc. Mason, một người theo chủ nghĩa phát xít mới và là người phủ nhận Holocaust, ủng hộ giết người và bạo lực nhằm tạo ra tình trạng vô luật pháp, vô chính phủ và gây bất ổn cho hệ thống, là cố vấn chính của nhóm.
Tổ chức Atomwaffen cũng thu hút những ảnh hưởng từ chủ nghĩa bí truyền và huyền bí của Đức Quốc xã, và danh sách các tài liệu nên đọc cho những người mới bắt đầu tham vọng của nó bao gồm các tác phẩm của Savitri Devi và các tác phẩm của Anton Long, một thành viên sáng lập của ONA, một người Anh theo chủ nghĩa tân Quốc xã và một nhà lãnh đạo Satan. Một số thành viên của nhóm cũng đồng cảm với Salafi và các hình thức thánh chiến của Hồi giáo. Người sáng lập Tổ chức Atomwaffen, Brandon Russell, được cho là đã mô tả Omar Mateen, người đã gây ra vụ xả súng hộp đêm ở Orlando và hứa sẽ trung thành với Nhà nước Hồi giáo, là "một anh hùng". Nhóm cũng thần tượng Osama bin Laden trong hoạt động tuyên truyền của hắn và coi "văn hóa tử vì đạo và nổi dậy" trong Al-Qaeda và ISIL là thứ cần được noi theo. Một thành viên của Tổ chức Atomwaffen, Steven Billingsley, hắn đã được chụp ảnh tại một buổi cầu nguyện ở San Antonio, Texas, cho các nạn nhân của vụ xả súng ở Orlando, với chiếc mặt nạ đầu lâu và một tấm biển ghi "God Hates Fags", một khẩu hiệu liên quan đến nhóm Westboro Baptist.

## Các thành viên ở Hoa Kỳ phải đối mặt với cáo buộc hình sự
Đoạn này là một đoạn trích từ Danh sách các thành viên của Bộ phận Atomwaffen tại Hoa Kỳ đã phải đối mặt với các cáo buộc hình sự.
Các thành viên của Tổ chức Atomwaffen đã bị cáo buộc chịu trách nhiệm về một số vụ giết người, các cuộc tấn công khủng bố có kế hoạch, cũng như các hành động tội phạm khác. Danh sách này bao gồm một số người đã bị buộc tội hình sự vì các hoạt động được thực hiện liên quan đến Tổ chức Atomwaffen ở Hoa Kỳ, bao gồm cả những người đã bị kết án.

## Các chi nhánh của Tổ chức Tân phát xít Atomwaffen bên ngoài lãnh thổ Hoa Kỳ

### Vương quốc Anh (Sonnenkrieg Division)
Tổ chức Sonnenkrieg hay Sonnenkrieg Division ("Sonnenkrieg" trong tiếng Đức có nghĩa là "sun war") là một Nhóm Tân quốc xã, một chi nhánh của Tổ chức Atomwaffen có trụ sở tại Vương quốc Anh và duy trì các liên kết của mình với nhóm Atomwaffen bằng e-mail và thảo luận trong một phòng trò chuyện cũng như bằng cách sử dụng các tên tương tự và phát tán tuyên truyền tương tự. Tổ chức bắt đầu nổi lên vào tháng 12 năm 2018, khi có thông tin tiết lộ rằng các thành viên của nhóm đã gợi ý trên nền tảng Discord của tổ chức rằng Hoàng tử Harry là "kẻ phản bội dân tộc", người nên bị bắn vì kết hôn với Meghan Markle (người thuộc chủng tộc hỗn hợp); rằng các sĩ quan cảnh sát nên bị hãm hiếp và giết chết; và những phụ nữ da trắng hẹn hò với người da màu nên bị treo cổ. Khi thành lập vào năm 2018, nhóm được cho là có từ 10 đến 15 thành viên ở Vương quốc Anh và Châu Âu, và một số thành viên bị nghi ngờ được cho là có liên quan đến một nhóm tân Quốc xã trước đó, System Resistance Network (một trong những bí danh của National Action), có liên quan đến nhiều hành vi bạo lực chủng tộc và đốt phá ở Vương quốc Anh. BBC tiết lộ rằng người cầm đầu nhóm là Andrew Dymock, 21 tuổi và Oskar Dunn-Koczorowski, 18 tuổi.
Cảnh sát đã bắt giữ ba thành viên bị tình nghi là thuộc nhóm Sonnenkrieg vào đầu tháng 12 năm 2018 như một phần của "cuộc điều tra đang diễn ra về hoạt động cực hữu". MI5 (cơ quan tình báo nội địa của Anh) đi đầu trong việc giám sát khủng bố cực hữu của chính phủ.

Logo được nhóm Sonnenkrieg sử dụng trong một số tuyên bố

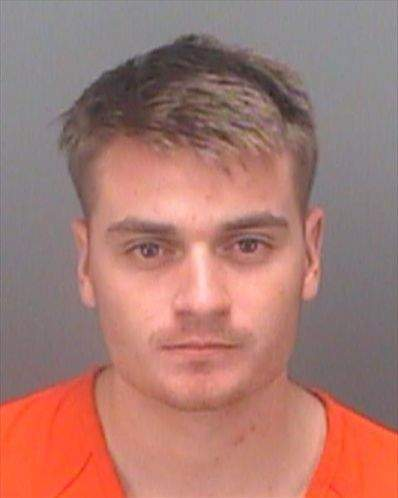
Brandon Russell, người sáng lập Tổ chức Tân phát xít Atomwaffen

Vào ngày 18 tháng 6 năm 2019, các thành viên của tổ chức Sonnenkrieg là Dunn-Koczorowski và Michal Szewczuk, 19 tuổi, đã bị bắt và vào tù vì tội khủng bố. Theo công tố viên, những người này đã súi giục "tham gia vào một" cuộc tổng tấn công "vào hệ thống", Dunn-Koczorowski đã tuyên bố "khủng bố là vũ khí chính trị tốt nhất vì không có gì khiến mọi người khó khăn hơn nỗi sợ cái chết bất ngờ" và có ý định hành động. Hơn nữa, nhóm bị ảnh hưởng bởi James Mason, một người "có thể đại diện cho biểu hiện bạo lực, cách mạng và có khả năng khủng bố nhất của chủ nghĩa cực đoan cánh hữu hiện nay". Dunn-Koczorowski bị kết án 18 tháng tù vì xúi giục khủng bố, và Szewczuk bị kết án 4 năm tù cũng vì súi giục khủng bố và sở hữu các tài liệu có ích cho khủng bố, chẳng hạn như hướng dẫn chế tạo bom.
Những người chống phát xít Anh nói rằng Tổ chức Sonnenkrieg đã bị ảnh hưởng bởi hội Order of Nine Angles (ONA) và nó cực đoan hơn và có thể bạo lực hơn National Action. Báo cáo "State of Hate" hàng năm của Hope not Hate báo cáo rằng: "một số thành viên cũng đã thực hiện một số nghi thức ma quỷ và các cáo buộc cưỡng hiếp và bỏ tù chính thành viên của bọn họ đang lan truyền." Các thành viên của tổ chức Sonnenkrieg đã chia sẻ video về một nữ cổ động viên bị một trong những thành viên của tổ chức tra tấn và đâm bằng dao. Các tin nhắn riêng tư của tổ chức Sonnenkrieg và được cảnh sát thu thập bao gồm cảnh quay các thành viên của tổ chức lạm dụng phụ nữ, chẳng hạn như hình ảnh cưỡng hiếp một phụ nữ, người có chữ vạn và chữ rune cắt vào da.
Vào ngày 20 tháng 2 năm 2019, Jacek Tchorzewski, 18 tuổi, đã bị đơn vị chống khủng bố bắt lại tại sân bay Luton. Anh ta bị bắt vì tình nghi là tội phạm khủng bố, và cảnh sát đã phát hiện ra "một lượng lớn" sách hướng dẫn cách chế tạo vũ khí, chất nổ và tuyên truyền của Đức Quốc xã. Tại tòa, anh ta đã nói rằng "giấc mơ của anh ta" là thực hiện một cuộc tấn công khủng bố và anh ta có ý định buôn lậu vũ khí và chất nổ từ Đức cho mục đích này. Ngoài ra, còn có một cuốn sổ từ phòng giam của anh ta, nơi anh ta đã viết: "Hãy lấp đầy trái tim của chúng ta bằng nỗi kinh hoàng và những con đường của London bằng máu." Chỉ huy Richard Smith, người đứng đầu đơn vị chống khủng bố, cho biết Tchorzewski có liên hệ với Tổ chức Sonnenkrieg. Thẩm phán Anuja Dhir cho biết Tchorzewski là một "người theo chủ nghĩa phát xít mới cố thủ sâu sắc, quan tâm đến chủ nghĩa Satan và các nghi thức huyền bí" và là một "kẻ phạm tội đáng lo ngại đặc biệt". Vào ngày 20 tháng 9 năm 2019, Tchorzewski bị kết án 4 năm tù vì tội khủng bố tại Old Bailey.
Vào ngày 4 tháng 12 năm 2019, Andrew Dymock bị bắt và bị buộc tội 15 tội danh khủng bố, bao gồm súi giục khủng bố và gây quỹ cho một nhóm khủng bố. Anh ta bị bắt lần đầu vào tháng 6 năm 2018 tại sân bay Gatwick trên đường đến Hoa Kỳ. Dymock đã bị thẩm về vấn về cáo buộc tấn công tình dục đối với một cô gái tuổi teen, liên quan đến các vụ tấn công phụ nữ trước đó. Anh ta đã bị kết án về mọi tội danh vào ngày 12 tháng 6 năm 2021, và kết án 7 năm tù vào ngày 21 tháng 7 năm 2021.
Vào tháng 2 năm 2020, tổ chức Sonnenkrieg trở thành nhóm cực hữu thứ hai bị cấm như một tổ chức khủng bố sau National Action.
Vào ngày 2 tháng 9 năm 2020, Harry Vaughan đã nhận 14 tội khủng bố và tàng trữ liên quan tới nội dung khiêu dâm trẻ em. Anh ta có sự kết nối với cả 2 tổ chức National Action và tổ chức Sonnenkrieg. Cảnh sát khám xét nhà anh ta đã phát hiện ra các đoạn băng chứa nội dung khiêu dâm trẻ em, các tài liệu hướng dẫn cách chế tạo bom và kíp nổ, và những cuốn sách của ONA là "satanic, neo-nazi" khuyễn thích cưỡng hiếp và giết người. Ngoài ra, tại Old Bailey, anh ta được mô tả là một người đam mê súng ống với hai em gái của mình vào thời điểm bị bắt.
Vào ngày 2 tháng 3 năm 2021, bộ trưởng nội vụ Úc, Peter Dutton, đã chấp nhận đề nghị của Tổ chức Tình báo An ninh Úc (ASIO) coi Tổ chức Sonnenkrieg là một tổ chức khủng bố, với lý rằng bọn họ đã xuất hiện tại Úc. Tổ chức Sonnenkrieg chính thức bị cấm ở Úc vào ngày 22 tháng 3 năm 2021.

### Đức (AWD Deutschland)
Vào ngày 1 tháng 6 năm 2018, trong một video bằng tiếng Đức và bằng tiếng Anh có tựa đề "AWD Deutschland: Die Messer werden schon gewetzet"  ("AWD Deutschland: Những con dao đã được mài sắc"), tổ chức đó đã tuyên bố thành lập một chi nhánh ở Đức, theo sau bằng lời hứa về một "cuộc chiến lâu dài". Tờ rơi của nhóm đã được phát hiện ở Berlin, nhắm mục tiêu vào các sinh viên. Vào tháng 6 năm 2019, tuyên truyền của Tổ chức Atomwaffen đã được phát hiện ở Cologne, Thổ Nhĩ Kỳ, nơi xảy ra vụ tấn công bằng bom đinh, đe dọa sẽ có thêm các cuộc tấn công tương tự.
Một nhà hoạt động người Mỹ giấu tên đã di cư đến Đức vì lý do an toàn trước các mối đe dọa từ Tổ chức Atomwaffen. Vào tháng 11 năm 2018, họ nhận được cuộc gọi từ Cục Điều tra Liên bang (FBI)
yêu cầu khẩn trương đến cơ quan chức năng. Các thành viên của Tổ chức Atomwaffen đã tới Đức và cảnh sát tin rằng họ có nguy cơ bị nhóm sát hại sắp xảy ra dựa trên thông tin từ FBI.
Vào tháng 10 năm 2019, những người tự xưng là thành viên của tổ chức đã gửi những lời đe dọa giết các chính trị gia người Đức là Cem Özdemir và Claudia Roth. "Hiện tại, chúng tôi đang lên kế hoạch xử anh như thế nào và khi nào; Tại cuộc biểu tình công khai tiếp theo? Hay chúng tôi sẽ xử anh trước cửa nhà?" Một phần của tin nhắn được gửi đến văn phòng của Thành viên Bundestag, người có nguồn gốc từ Circassian. "Hiện tại, chúng tôi đang lên kế hoạch xử tử anh như thế nào và khi nào; Tại cuộc biểu tình công khai tiếp theo? Hay chúng tôi sẽ xử anh trước cửa nhà?" một phần của tin nhắn được gửi đến văn phòng của các Thành viên Bundestag, người có nguồn gốc từ Circassian. Angela Merkel đã lên án những lời đe dọa này và phát ngôn viên Bộ Nội vụ, Steve Alter nhận xét rằng các cơ quan an ninh "đã để tổ chức này trong tầm ngắm của họ từ lâu".
T-Online của Đức đã phát hiện ra danh tính của một trong những thành viên của tổ chức đó, người này được gọi là "A" (để tuân thủ luật riêng tư của Đức). "A"  trước đây đã hướng dẫn mọi người trên một trang web hiện không còn tồn tại cách xử lý hóa chất và cách chế tạo chất nổ HMTD. "A" cũng có một tiền án về tội tàng trữ trái phép áo giáp. Theo một bài báo, "A" cũng có kinh nghiệm về võ thuật và cho thấy mạng xã hội của "A" đang luyện tập với súng. Nhóm có một ngôi nhà để họp ở đâu đó tại Eisenach, Thuringia.
Vào ngày 5 tháng 2 năm 2020, một thành viên 22 tuổi đã bị bắt tại một thị trấn ở Bavarian, gần biên giới Séc và một số khẩu súng đã bị tịch thu từ anh ta. Anh ta đang bị điều tra vì nghi ngờ chuẩn bị một cuộc tấn công khủng bố. Theo cảnh sát Đức, người đàn ông này có ý định "tử đạo" của mình trong một cuộc tấn công chống lại "kẻ thù" của anh ta với các thành viên khác trong nhóm. Ngoài ra, anh ta bị cáo buộc đã hướng dẫn những người khác cách mua và buôn lậu vũ khí bất hợp pháp.
Có thông tin cho rằng Stephan Balliet, nghi phạm xả súng ở giáo đường Do Thái Halle, đang sở hữu tài liệu của Tổ chức Atomwaffen, nhưng mối quan hệ của anh ta với nhóm không rõ ràng.
Vào tháng 9 năm 2021, Marvin E., 20 tuổi đến từ thị trấn Spangenberg phía bắc Hessian bị bắt vì tình nghi là khủng bố. Các điều tra viên đã tìm thấy 600 thiết bị nổ tự chế của anh ta. Theo các điều tra viên, người đàn ông này có mối quan hệ với Tổ chức Atomwaffen.
Vào tháng 4 năm 2022, hàng trăm sĩ quan cảnh sát ở 11 liên bang đã hành động chống lại các thành viên bị tình nghi thuộc Tổ chức Atomwaffen. Trong số 50 thành viên bị buộc tội có trung sĩ Bundeswehr. Súng trường Kalashnikov và thỏi vàng đã bị tịch thu trong các cuộc đột kích cùng với tiền và đạn dược.
Sau nhiều tháng theo dõi, cảnh sát đã hành động tại Potsdam vào ngày 3 tháng 6 năm 2022 và bắt giữ một thanh niên 17 tuổi, một người theo chủ nghĩa tân Quốc xã được cho là chuẩn bị các cuộc tấn công khủng bố cánh hữu. Thiếu niên này được cho là đã nhận cách hướng dẫn chế tạo vũ khí, đạn dược và thiết bị nổ và hóa chất để chế tạo thiết bị nổ, cũng như đã tự mình chế tạo thiết bị nổ và thiết bị gây cháy và thực hiện các thử nghiệm chất nổ đó. Theo các điều tra viên, những phát hiện trong nhà và cơ sở kinh doanh của anh ta đã xác nhận sự nghi ngờ. Văn phòng Công tố viên Brandenburg đã tiến hành các thủ tục tố cáo vì nghi ngờ chuẩn bị một hành động bạo lực nghiêm trọng gây nguy hiểm cho nhà nước, vi phạm luật chất nổ và sử dụng các dấu hiệu của các tổ chức vi hiến.
Vào ngày 4 tháng 10 năm 2022, phiên tòa xét xử Maurice P. bắt đầu. Maurice bị cáo buộc là thành viên của Tổ chức Atomwaffen và bị buộc tội cố ý giết người vì đã cắt cổ một người đàn ông Jamaica, hầu như không cắt động mạch cảnh.
Atomwaffen Division Europe là một phân nhóm dành cho người Ukraine và người Ba Lan liên kết với người Đức. Một trong những thủ lĩnh của nhóm là Patrick G., người có quan hệ với hãng âm nhạc cực hữu Neuer Deutscher Standard và nhãn hiệu thời trang cực hữu Isegrim Clothing. Cảnh sát Ba Lan đã đột kích vào căn hộ của một thành viên và phát hiện ra những kỷ vật của Đức Quốc xã cũng như những bộ áo giáp đắt tiền. Theo một cuộc điều tra của Tổ chức Amadeu Antonio (một quỹ của Đức tham gia chống lại các đảng cực hữu, phân biệt chủng tộc và bài Do Thái) được công bố vào ngày 19 tháng 4 năm 2021, các thành viên này đã mua súng tiểu liên Uzi và đã tham gia các trại huấn luyện Azov ở Ukraina.

### Canada (Northern Order)
Northern Order là một tổ chức trực thuộc bao gồm các thành viên của Lực lượng vũ trang Canada. Các thành viên của nhóm cũng được biết là đã tham gia các trại huấn luyện của Tổ chức Atomwaffen ở Hoa Kỳ. Một trong những cá nhân có biệt danh được cho là thành viên của nhóm là một Dark Foreigner, 21 tuổi, người đã tuyên truyền cho Tổ chức Atomwaffen. Nhóm này đã tổ chức lễ kỷ niệm vụ xả súng tại nhà thờ Hồi giáo ở Thành phố Quebec bằng cách bôi nhọ các nhà thờ Hồi giáo ở Canada bằng các khẩu hiệu tân Quốc xã. Tiếng súng cũng được báo cáo bên ngoài một nhà thờ Hồi giáo bị phá hủy ở Ottawa.
Một kẻ Tân quốc xã liên kết với Tổ chức Atomwaffen đang phục vụ trong Hải quân Hoàng gia Canada bị phát hiện đang bán súng ngắn, súng trường tấn công, lựu đạn và RPG-7 từ Balkan cho những người Pháp theo chủ nghĩa tân Quốc xã ở Marseille. Người đàn ông này được phát hiện có liên hệ với Serbian Combat 18 (một của Tổ chức khủng bố Tân phát xít được thành lập ở Anh có chi nhánh ở Serbian) và với một băng đảng tân Quốc xã khác ở địa phương là MC Srbi. Người ta xác nhận rằng người đàn ông này đã đi đến ít nhất nửa tá thành phố ở Balkan để gặp gỡ những người liên lạc của anh ta và để mua súng.
Hạ sĩ Patrik Mathews, 26 tuổi, một chuyên gia về chất nổ được đào tạo, là một thành viên trong Lực lượng Vũ trang Canada đã bị cáo buộc có liên hệ với nhóm và tuyển dụng cho nhóm. Anh ta cũng bị buộc tội có liên kết với The Base. Vào tháng 8 năm 2019, hai ngày sau khi bị tờ báo Winnipeg Free Press vạch trần với tư cách là người tuyển dụng cho Tân Quốc xã, chiếc xe tải của anh ta được tìm thấy bị bỏ lại gần biên giới và người ta nghi ngờ rằng anh ta đã được đưa lậu qua biên giới và vào Hoa Kỳ. Mathews đã bị FBI bắt tại Maryland vào tháng 1 năm 2020. Hai thành viên khác trong nhóm đi cùng anh ta cũng bị bắt là Brian Lemley Jr., 33 tuổi, một cựu quân nhân Hoa Kỳ và William Bilbrough IV, 19 tuổi. Theo bản khai, những người này đang chế tạo súng trường tấn công và sản xuất thuốc gây ảo giác DMT cho các nghi lễ huyền bí. Bọn họ cũng sở hữu áo giáp, súng máy và hơn 1600 viên đạn. Bọn họ phải đối mặt với bản án nặng nhất là 10 năm tù đối với tội phạm sử dụng súng, bao gồm vận chuyển súng máy và vận chuyển súng và đạn dược với ý định phạm trọng tội.
Theo các quan chức thực thi pháp luật, những người này đã lên kế hoạch nổ súng từ nhiều vị trí trong cuộc biểu tình VCDL Lobby Day 2020 sắp tới. Bilbrough trước đây cũng từng chiến đấu với Tiểu đoàn Azov. Mathews đã hướng dẫn những người khác "Làm trật bánh một số chuyến tàu chết tiệt, giết một số người và đầu độc một số nguồn cung cấp nước... Nếu bạn muốn chủng tộc da trắng tồn tại, bạn sẽ phải thực hiện phần việc của mình." Lemley nói rằng anh ta không thể chờ đợi và rất phấn khích "được tuyên bố lần giết người đầu tiên của mình", đồng thời nói rằng họ có thể phục kích và giết các sĩ quan cảnh sát cũng như lấy cắp thiết bị của họ.
Một tân quốc xã khác người Canada đã cố gắng vượt biên giới Hoa Kỳ ở Mathews vào tháng 11 năm 2019, nhưng đã bị Đội phản ứng khủng bố chiến thuật của Cơ quan Hải quan và Bảo vệ Biên giới Hoa Kỳ bắt giữ. Họ phát hiện ra một khẩu súng trường tấn công, một khẩu súng ngắn và một khẩu súng lục cùng số lượng lớn tài liệu tuyên truyền của Tổ chức Atomwaffen. Theo bản khai của FBI, người này sẽ gặp những người theo chủ nghĩa phát xít mới ở Mỹ, những người mà anh ta đã thảo luận về việc tấn công các trạm biến áp điện để gây mất điện.
Vào ngày 18 tháng 9 năm 2020, Cảnh sát Toronto đã bắt giữ và buộc tội Guilherme "William" Von Neutegem, 34 tuổi vì anh ta đã giết Mohamed-Aslim Zafis, một người trông coi một nhà thờ Hồi giáo địa phương, người được tìm thấy đã chết với một vết cắt ở cổ họng. Sở cảnh sát Toronto cho biết vụ giết người có thể liên quan đến vụ sát hại Rampreet Singh bằng dao vài ngày trước đó không xa nơi xảy ra vụ giết người của Zafis. Von Neutegem, một thành viên của O9A và các tài khoản mạng xã hội được thành lập của anh ta nhằm để quảng bá cho nhóm và bao gồm các bản ghi âm của Von Neutegem thực hiện các bài thánh ca của quỷ Satan. Trong nhà anh ta còn có một bàn thờ với biểu tượng O9A được trang trí bằng một khối đá nguyên khối.. Theo Evan Balgord, một thành viên  của Evan Balgord of the Canadian Anti-Hate Network, họ biết có nhiều thành viên O9A hơn ở Canada và tổ chức liên kết của họ là tổ chức Northern Order.
Lực lượng vũ trang Canada đã mở một cuộc điều tra nội bộ vào tháng 10 năm 2020 sau khi một người lính thuộc lực lượng đặc biệt của CJIRU tự nhận mình là thành viên của Northern Order và Tổ chức O9A. Theo SPLC, người đàn ông này nằm trong số "một số người khá nổi tiếng, có chức vụ cao trong các tổ chức này" và là người quen của Mathews và Mason.
Vào tháng 5 năm 2022, RCMP đã buộc tội khủng bố đối với Seth Bertrand ở Ontario các vì cáo buộc có liên quan đến Tổ chức Atomwaffen. Anh ta cũng bị buộc tội phá hoại một trung tâm chuyển giới. Vào tháng 6 năm 2022, Đơn vị ứng phó sự cố chung của Canada (RCMP) đã đột kích vào các ngôi nhà ở St-Ferdinand và Plessisville ở vùng nông thôn Quebec được cho là có liên quan đến Tổ chức Atomwaffen. La Presse sau đó đã báo cáo rằng các cuộc đột kích có liên quan đến một trại huấn luyện của tổ chức Atomwaffen trong một tòa nhà trường học cũ ở Victoriaville.
Tổ chức Northern Order được chỉ định là một tổ chức khủng bố vào ngày 3 tháng 2 năm 2021.

### Các nước Baltic (Feuerkrieg Division)
Vào tháng 10 năm 2018, một nhóm được mô tả giống Tổ chức Atomwaffen và tự gọi mình là Tổ chức Feuerkrieg (FKD) (trong tiếng Đức có nghĩa là "Sư đoàn chiến tranh lửa") được thành lập ở các quốc gia vùng Baltic, rất có thể là ở Saaremaa, Estonia, nơi một số thành viên lãnh đạo của Tổ chức cư trú. Vào giữa năm 2019, Tổc chức Feuerkrieg đã thu hút sự chú ý khi đưa ra những lời đe dọa giết đối với MEP người Bỉ, Guy Verhofstadt và CEO YouTube là Susan Wojcicki. Trước đây bọn họ đã ca ngợi hành động của Dylann Roof, Robert Bowers, Timothy McVeigh và Brenton Harrison Tarrant, đồng thời khuyến khích bạo lực chống lại chính quyền, người Do Thái, người thuộc LGBTQ, những người cánh tả và nữ quyền. Các video tuyên truyền do Tổ chức quay cho thấy các thành viên của Tổ chức chế tạo và kích nổ các thiết bị nổ tự chế ở Estonia. Nhóm Feuerkrieg cũng đã chia sẻ một video giữa các thành viên hướng dẫn cách chế tạo bom TATP, được Tổ chức khủng bố ISIL sử dụng trong vụ đánh bom Manchester Arena. Vào ngày 13 tháng 6 năm 2019, Tổ chức Feuerkrieg đã thông báo về sự hiện diện của họ ở Ireland và khuyến khích mọi người ở Vương quốc Anh, Hoa Kỳ, Canada và Đức tham gia mạng lưới liên lục địa. Cuối năm đó, Gardaí thông báo rằng họ đã trục xuất một thành viên của mạng lưới Tổ chức Atomwaffen khỏi Ireland vì vai trò của anh ta có liên quan trong một âm mưu giết người.
Theo Eesti Rahvusringhääling, một tổ chức phát thanh và truyền hình, một cuộc điều tra đã tiết lộ rằng nghị sĩ Ruuben Kaalep, một thành viên của Đảng Nhân dân Bảo thủ Estonia (EKRE) mới thành lập ở Estonia có liên kết với những kẻ khủng bố tân phát xít Anh. Trong số những người này, một thành viên sáng lập của National Action trước đây có những người theo dõi họ đã thành lập chi nhánh của Tở chức Atomwaffen ở Anh, sau đó đã mở một chi nhánh ở Estonia, quê hương của Kaalep dưới hình thức của Tổ chức Feuerkrieg. ADL và Hope not Hate cũng xác nhận rằng các thành viên Tân Quốc xã người Mỹ và người Anh và Azov đã đến thăm Tallinn nhiều lần, tổ chức các sự kiện với Kaalep và Tổ chức Feuerkrieg "bắt đầu vào đầu năm 2019, được tổ chức ban đầu với Tổ chức Sonnenkrieg" trước khi trở thành một chi nhánh chính thức. The Finnish Resistance Movement (TFRM), là một chi nhánh của Nordic Resistance Movement (NRM), từ quốc gia láng giềng Phần Lan cũng hợp tác với nhóm. Kaalep cũng bị phát hiện đã tổ chức huấn luyện sử dụng súng với súng lục và súng trường tấn công cho các nhóm thanh niên được tuyển chọn từ Blue Awakening (một thế hệ tiếp theo của những người theo chủ nghĩa dân tộc ở Estonia), một số người trong số họ đeo mặt nạ đầu lâu có liên quan đến Tổ chức Atomwaffen và được thể hiện là đang thực hiện động tác kiểu chào Đức Quốc xã. Kaalep đã tuyên bố rằng họ sẵn sàng chiến đấu vũ trang và phá vỡ luật pháp và trật tự. Dịch vụ An ninh Nội bộ Estonia trước đó đã bày tỏ mối quan tâm về các sự kiện của anh ta.
Vào ngày 2 tháng 9 năm 2019, cảnh sát Anh đã bắt giữ một thành viên thuộc Tổ chức Feuerkrieg 16 tuổi vì âm mưu xả súng hàng loạt và tấn công đốt phá. Học viên quân đội đã bày tỏ sự ngưỡng mộ của mình đối với Adolf Hitler và James Mason. Công tố viên Michelle Nelson cho biết anh ta theo "chủ nghĩa phát xít huyền bí" và chủ nghĩa satan. Anh ta cũng bị cáo buộc đã khảo sát các giáo đường ở khu vực Durham để chuẩn bị cho cuộc tấn công và nói chuyện với một người khác về việc mua súng từ anh ta. Anh ta cũng cố lấy một hóa chất nguy hiểm từ người bạn tân Quốc xã của mình. Anh ta đã viết trong nhật ký của mình về việc anh ấy cần "tỏ sự đồng cảm" như thế nào để chuẩn bị cho cuộc tấn công. Nhóm đã công bố địa chỉ của các tòa nhà đóng quân, dãy phòng giam giữ và trung tâm đào tạo của lực lượng để trả đũa, đồng thời khuyến khích các thành viên và những người đồng tình giết Cảnh sát trưởng West Midlands Dave Thompson. Người ta nói thêm rằng tất cả cảnh sát đều là "những kẻ phản bội chủng tộc" và các đồn cảnh sát phải được "coi là mục tiêu có giá trị cao đối với bất kỳ NS [National Socialist] địa phương nào". Vào ngày 20 tháng 11 năm 2019, anh ta bị kết tội chuẩn bị tấn công khủng bố và một số tội khủng bố khác và đang chờ tuyên án trong tù. Ngoài các tội khủng bố, anh ta còn bị buộc tội tấn công tình dục một bé gái 12 tuổi. Cuối cùng anh ta bị kết án 5 năm tù vì tấn công tình dục và các tội khủng bố.
Vào ngày 8 tháng 10 năm 2019, Bộ phận Feuerkrieg nhận trách nhiệm về vụ đánh bom các văn phòng của Western Union trên đường Balčikonis ở Vilnius, Litva, đăng cảnh quay quả bom đang được chế tạo và tuyên bố rằng "Các mối đe dọa của chúng tôi không hề trống rỗng". Các biểu tượng của Đức Quốc xã cũng được phun sơn lên tòa nhà. Ngày hôm sau, Luke Hunter, 21 tuổi, ra hầu tòa ở London với cáo buộc khủng bố, hỗ trợ tổ chức Feuerkrieg và khuyến khích giết người hàng loạt người Do Thái, người da màu và người đồng tính luyến ái. Vào tháng 12 năm 2020, anh ta bị kết án bốn năm tù. Sau đó, một người Litva tên là Gediminas Beržinskas, 21 tuổi, đã bị bắt và bị buộc tội đánh bom và cảnh sát Litva đã thu hồi một lượng lớn chất nổ và súng khỏi căn hộ của anh ta. Cảnh sát cũng được tiết lộ rằng băng nhóm của anh ta trước đó đã bị buộc tội đánh đập dã man và tấn công tình dục một cô gái tuổi teen. Cơ quan An ninh Nội bộ Estonia cũng tuyên bố rằng hoạt động của họ đã ngăn chặn một vụ đánh bom tương tự diễn ra ở Estonia bởi một thành viên khác của Tổ chức Feuerkrieg.
Vào ngày 16 tháng 1 năm 2020, một người Latvia tên là Arturs Aispurs, 22 tuổi, bị buộc tội chuẩn bị một hành động khủng bố vì đã chế tạo một quả bom mà anh ta định kích nổ trước đám đông "người Hồi giáo và người nước ngoài" trong lễ đón giao thừa ở Helsinki. Trong quá trình khám xét căn hộ của anh ta, cảnh sát đã tìm thấy một lượng lớn tài liệu tuyên truyền mà anh ta sở hữu liên kết anh ta với mạng lưới tân Quốc xã. Đáp lại, bên Tổ chức Feuerkrieg tuyên bố họ sẽ ngừng các hoạt động công khai. Tuy nhiên, theo một cuộc điều tra của Der Spiegel về vụ buôn lậu vũ khí từ Balkan và Đông Âu đến Đức của Tổ chức Atomwaffen, việc tạm dừng các hoạt động có chủ đích là một mưu mẹo nhắm vào cơ quan thực thi pháp luật và nhóm này vẫn đang hoạt động rất mạnh..
Theo Eesti Ekspress, Cơ quan An ninh Nội bộ Estonia đã bắt giữ một thiếu niên địa phương mà họ cho là một trong những thủ lĩnh và người tuyển dụng cho nhóm, hoạt động dưới biệt danh "Chỉ huy" hoặc "Kriegsherr" ("Lãnh chúa"). Anh ta đã hướng dẫn những người khác cách chế tạo bom, nói về việc lên kế hoạch tấn công và khuyến khích các thành viên tham gia khóa huấn luyện bán quân sự. Tuy nhiên, chính quyền không thể bắt giữ anh ta một cách hợp pháp do anh ta còn nhỏ và không phải chịu trách nhiệm hình sự. Tình trạng bị cáo buộc của anh ấy trong nhóm cũng bị Eesti Ekspress phản đối. Trong một bức ảnh được công bố, có thể thấy cậu bé đeo mặt nạ đầu lâu và cầm một khẩu súng lục, tham gia khóa huấn luyện sử dụng súng do Kaalep tổ chức, người cũng được cho là đã tham gia vào các cuộc trò chuyện của nhóm với biệt danh "Kert Valter".
Tại Vương quốc Anh, Bộ Nội vụ đã thông báo vào ngày 13 tháng 7 năm 2020 rằng họ đã chỉ định Tổ chức Feuerkrieg là một tổ chức khủng bố và việc chỉ định này có hiệu lực vào ngày 17 tháng 7. Ngoài John Mann, Baron Mann đã đề xuất "các cuộc thảo luận với các đối tác cấp bộ của Estonia, vì FKD và Bộ phận Sonnenkrieg dường như có mối liên hệ chặt chẽ với Estonia... để xem chúng ta có thể tìm hiểu điều gì về lý do cho sự phát triển của các tổ chức như vậy ở vùng Baltic ".
Vào ngày 2 tháng 9 năm 2020, Paul Dunleavy từ Warwickshire ra hầu tòa Birmingham Crown, bị buộc tội chuẩn bị thực hiện một hành động khủng bố. Anh ta bị cáo buộc tuyên bố rằng anh ta đang trang bị vũ khí và sẵn sàng cho một vụ xả súng hàng loạt để "kích động một cuộc chiến tranh chủng tộc", anh ta đã mua một khẩu súng ngắn và đạn dược cho mục đích này. Anh ta bị kết tội vào ngày 2 tháng 10 năm 2020, và bị bỏ tù 5 năm 6 tháng. Vào ngày 1 tháng 2 năm 2021, một thiếu niên người Cornish được cho là thủ lĩnh của chi nhánh Feuerkrieg tại Vương quốc Anh đã nhận 12 tội danh khủng bố, khiến anh ta trở thành một trong những kẻ khủng bố bị kết án trẻ nhất nước Anh. Cảnh sát trước đó đã đột kích vào nhà của anh ta vào năm 2019 để lấy súng và đã tìm thấy hướng dẫn chế tạo bom và tài liệu O9A. Luca Benincasa bị kết án 9 năm 3 tháng tại Tòa án Winchester Crown vào tháng 1 năm 2023. Anh ta có hưỡng dẫn về chế tạo bom, đồng thời là người tuyển dụng và là "thành viên nổi bật" của Tổ chức Feuerkrieg và ONA. Anh ta đã nhận tội khủng bố và sở hữu phim khiêu dâm trẻ em.

### Nga (AWD Russland)
Vào ngày 31 tháng 5 năm 2020, có thông báo rằng Tổ chức Atomwaffen mới đã được phát hiện ở Nga được cho là đã được huấn luyện quân sự từ Russian Imperial Movement (RIM), được Bộ Ngoại giao Hoa Kỳ chỉ định là một tổ chức khủng bố. Các công dân Hoa Kỳ có sự liên kết với nhóm cũng được cho là đã tham gia.  Lãnh đạo của Tổ chức Atomwaffen là Kaleb Cole bị cáo buộc là một trong những người Mỹ đã được RIM đào tạo. Mối quan hệ giữa Atomwaffen và RIM bắt đầu từ năm 2015 khi Brandon Russell gặp lãnh đạo của RIM.
Cuộc điều tra của BBC tiếng Nga của  đã xác định được một số thành viên của nhóm. Một số trước đây đã hoạt động trong National Socialist Society, có các thành viên đã bắt vì liên quan tới 27 vụ giết người và, tội ác căm thù và chặt đầu một người cung cấp thông tin cho cảnh sát. Các thành viên đã xuất bản một bản dịch sang tiếng Nga bản tuyên ngôn của người theo chủ nghĩa dân tộc Brenton Tarrant. Một bản sao của cuốn sách đã được tìm thấy trong căn hộ của Yevgeny Manyurov, người được cho là đã lấy cảm hứng từ nó để bắn và giết nhiều đặc vụ của Cơ quan An ninh Liên bang tại trụ sở FSB ở Moscow. Chi bộ này duy trì liên lạc với phần còn lại của mạng lưới Tổ chức Atomwaffen và các chiến binh trực thuộc ở Galicia thuộc Ukraine. Vào tháng 7 năm 2020, Cơ quan An ninh của Ukraine đã tiến hành một cuộc đột kích chống lại những kẻ theo chủ nghĩa tân Quốc xã được cho là có liên hệ với nhau ở Kiev, những kẻ điều hành các nhà in và bán các bản in của bản tuyên ngôn và các tài liệu khác của Đức Quốc xã. Một cuộc đột kích khác đã được tiến hành nhằm vào một nhóm tân Quốc xã ở Odesa đang lên kế hoạch đốt phá một giáo đường Do Thái. Vũ khí bị thu giữ trong các cuộc đột kích. Theo Cơ quan An ninh Ukraine, cả hai hoạt động này đều do những người đàn ông đến từ Nga là chủ mưu.
Như trường hợp ở những nơi khác, AWD Russland được kết nối với hội O9A của Nga. Nhóm này bị ràng buộc với nhiều tội ác, bao gồm đốt phá nhà thờ, tấn công tình dục, mại dâm trẻ em, sở hữu các tài liệu cực đoan huyền bí và xúi giục giết người do hận thù tôn giáo và chủng tộc. Nhiều thành viên đã bị bắt và một người đã bị bắt đi điều trị tâm thần. Vào ngày 20 tháng 8 năm 2021, bốn thành viên O9A đã bị bắt vì tội giết người theo nghi lễ ma quỷ ở Karelia và St. Petersburg. Hai trong số họ cũng bị buộc tội buôn bán ma túy quy mô lớn vì một lượng lớn ma túy được tìm thấy trong nhà của bọn họ. Vào tháng 10 năm 2021, một phòng giam ở Buryatia đã bị bắt vì đã lên kế hoạch tấn công chính phủ và những người di cư. Cảnh sát đã tịch thu vũ khí, chất nổ và đồ dùng của Đức Quốc xã từ nơi ẩn náu của chúng ở Ulan-Ude.

### Ý (Nuovo Ordine Sociale)
Trước đó đã hoạt động ở Thụy Sĩ nói tiếng Ý, đến năm 2021, Tổ chức Atomwaffen đã có một chi hội chính thức ở Ý với 38 thành viên, được thành lập ở Savona. Nhóm này có tên tiếng Anh là "Nuovo Ordine Sociale" hay "New Social Order". Vào ngày 22 tháng 1 năm 2021, cảnh sát đã bắt giữ một thủ lĩnh 22 tuổi tên là Andrea Cavalleri ở Savona và khám xét nhà của 12 thành viên khác ở Genoa, Turin, Cagliari, Forlì-Cesena, Palermo, Perugia, Bologna và Cuneo trong một hoạt động chống khủng bố. Nhiều loại vũ khí đã bị thu giữ. Cavalleri bị nghi ngờ chuẩn bị thực hiện một vụ xả súng hàng loạt và cảnh sát tin rằng họ đã ngăn chặn một cuộc tấn công. Mười khẩu súng trường và ba khẩu súng lục đã bị tịch thu từ nhà của anh ta. Theo các nhà điều tra, anh ta cũng đã xuất bản và phân phát tài liệu tuyên truyền kích động một cuộc cách mạng chống lại "Chính phủ chiếm đóng của người theo chủ nghĩa phục quốc Do Thái" và tiêu diệt người Do Thái cũng như "những kẻ phản bội chủng tộc". Cavalleri cũng bị cáo buộc khuyến khích mọi người thực hiện các cuộc tấn công giết người hàng loạt như Anders Breivik và Brenton Tarrant, đồng thời hãm hiếp và giết kẻ thù của nhóm. Anh ta bị buộc tội thành lập một tổ chức khủng bố và xúi giục các hành động tội phạm do thù hận chủng tộc thúc đẩy. NOS tự mô tả mình là "Một đơn vị đặc biệt của các nhà cách mạng Quốc gia Xã hội chủ nghĩa" "chỉ chào đón những chiến binh sẵn sàng chết" và lấy "chiến tranh chủng tộc làm mục đích chính".
Vào ngày 27 tháng 12 năm 2021, năm nhà lãnh đạo Tổ chức Atomwaffen của Ý đã bị bắt và các cuộc khám xét đã được tiến hành ở Pordenone, Brindisi, Milan, Turin, Ferrara, Modena, Verona và Bologna. Tài liệu tuyên truyền và vũ khí của Đức Quốc xã đã bị tịch thu trong các cuộc đột kích. Các thủ lĩnh bị bắt do nghi đã phát tán thông tin về chất nổ.

### Phần Lan (AWD Finland)
Tổ chức Atomwaffen Phần Lan "Siitoin Squadron" (AWDSS) được thành lập sau lệnh cấm nhóm Phong trào Kháng chiến Bắc Âu (NRM) vào năm 2019, theo sau các thành viên của nhóm ngầm theo chủ nghĩa gia tốc và thuyết huyền bí. AWDSS được công bố vào ngày 15 tháng 9 năm 2021, ngày kỷ niệm thông qua cờ chữ vạn và luật Nuremberg ở Đức, với cảnh các thành viên cầm súng trường tấn công. Tuy nhiên, nhóm đã hoạt động từ lâu trước khi có thông báo và một số thành viên của họ trước đó đã bị các nhà hoạt động chống phát xít vạch trần. Những người theo chủ nghĩa dân tộc NRM trước đây đã tạm thời hoạt động với tên Kansallissosialistinuoret ("Thanh niên xã hội chủ nghĩa quốc gia") trước khi thành lập AWDSS. AWDSS cũng duy trì mối quan hệ đặc biệt chặt chẽ với Tổ chức Feuerkrieg ở các nước láng giềng Estonia. Theo một cuộc điều tra của Yleisradio, 2 trong 3 thành viên được biết đến trước đây có liên quan đến NRM hoặc Soldiers of Odin đã từng bị kết án về tội bạo lực và nhiều người đã bị kết tội giết người. Trong các cuộc trò chuyện riêng của họ, các thành viên của Tổ chức Atomwaffen Phần Lan nói về việc cưỡng hiếp các kẻ thù chính trị và công bố các video huấn luyện sử dụng súng.
AWDSS được kết nối và chia sẻ với tư cách là thành viên trong các mối quan hệ O9A của Phần Lan. Nghị sĩ Phần Lan Vilhelm Junnila trích dẫn một bài báo nói về Tổ chức Atomwaffen rằng nhóm hoạt động toàn quốc nên được thêm vào danh sách các tổ chức bị cấm. Vào tháng 9 năm 2021, tổ chức Save the Children cảnh báo rằng các phong trào cực đoan như Tổ chức Atomwaffen và hội O9A đang dụ dỗ và tuyển dụng trẻ em ở Phần Lan. Năm người Phần Lan trước đó đã bị bắt vì lạm dụng tình dục nhiều trẻ em, và theo cảnh sát, các hoạt động này liên quan đến "chủ nghĩa phát xít và chủ nghĩa satan" và sử dụng chất methamphetamine. Vào ngày 25 tháng 9 năm 2021, các thành viên của Tổ chức Atomwaffen đã tấn công những người biểu tình chống phát xít trước một cuộc biểu tình của Đức Quốc xã ở Helsinki và bị cảnh sát bắt giữ tại hiện trường. Tổ chức Atomwaffen và nhà nghỉ Phần Lan của Black Order cũng hợp tác thành lập lực lượng dân quân tuần tra biên giới, tuyển mộ các cựu cảnh sát quân sự. Theo tạp chí Seura, một số thành viên trước đó đã phục vụ trong Tiểu đoàn Azov. Ngoài Azov, Phong trào Đế quốc Nga cũng đã cung cấp huấn luyện bán quân sự cho những người theo chủ nghĩa phát xít mới của Phần Lan. Những kẻ theo chủ nghĩa phát xít mới của Phần Lan đã được Johan Bäckman và Janus Putkonen tuyển dụng cho các trại huấn luyện, những người liên quan với Quyền lực thuộc về Nhân dân (VKK), một đảng địa phương thân Nga.
Vào ngày 4 tháng 12 năm 2021, cảnh sát Phần Lan đã bắt giữ một phòng giam gồm 5 người đàn ông ở Kankaanpää vì nghi ngờ lên kế hoạch tấn công khủng bố và tịch thu nhiều vũ khí, bao gồm cả súng trường tấn công và hàng chục kg chất nổ. Theo truyền thông Phần Lan, những người đàn ông này là một phần của AWD Phần Lan. Hơn nữa, họ tuân thủ hệ tư tưởng về chủ nghĩa dân tộc và chủ nghĩa satan ONA. Vào ngày 26 tháng 3 năm 2023, chính trị gia Do Thái Ben Zyskowicz (Đảng Liên minh Quốc gia) đã bị hành hung trong một cuộc tấn công bài trừ Do Thái ở Narinkka, điều này đã làm mới lại lời kêu gọi cấm các tổ chức phát xít bạo lực chống bài Do Thái.

### Pháp (L'Œuvre)
Theo Le Parisien, một tờ nhật báo của Pháp, một người đàn ông Pháp tên là Simon đã lên kế hoạch cho một vụ giết người hàng loạt kép với một chú chó chăn cừu Đức đực có tên là Nicholas sẽ xảy ra vào ngày sinh nhật của Hitler ( ngày 20 tháng 4). Để chuẩn bị, Simon đã do thám xung quanh trường trung học cũ của mình và một nhà thờ Hồi giáo gần đó. Ở Seine-Maritime, Simon đã viết rằng "[anh ấy] muốn [ed] làm điều tồi tệ hơn cả vụ thảm sát Trường Trung học Columbine", đồng thời bày tỏ sự ngưỡng mộ đối với kẻ sát nhân hàng loạt là Anders Breivik. Simon đã bị cảnh sát từ Tổng cục An ninh Nội địa (DGSI) bắt và tạm giam vào ngày 28 tháng 9. Bị đưa ra trước một thẩm phán chống khủng bố, anh ta bị truy tố về tội "hiệp hội khủng bố hình sự" và bị tạm giam trước khi xét xử. Tại nhà của anh ta, các điều tra viên đã phát hiện ra một bộ sưu tập khoảng 20 con dao và ít nhất có 3 khẩu súng bao gồm một khẩu súng trường dài được trang bị ống ngắm và một khẩu súng ngắn. Thông qua Tổ chức Atomwaffen, Simon đã gặp được những người "brothers in arms" của mình, Leila B và Nicholas. Giống như Simon, Leila B. đã lên kế hoạch thực hiện một vụ tấn công giết người ở trường trung học của cô. Cô ta cũng lên kế hoạch đặt một quả bom trong nhà thờ gần nhà nhất trong kỳ nghỉ lễ Phục sinh. nhưng đã bị DGSI phát hiện và bắt cô ta vài ngày trước ngày hành động trong dự kiến, cô ấy bị truy tố vào ngày 8 tháng 4 năm 2021 vì tội "tội phạm liên kết khủng bố".

### Argentina (AWD Argentina)
Sự tồn tại chi nhánh của Tổ chức Atomwaffen ở Argentina lần đầu tiên được báo cáo vào đầu năm 2020. Tomás Gershanik, một thành viên của Văn phòng Công tố viên ở Buenos Aires tuyên bố rằng "Argentina cũng không ngoại lệ và chi nhánh địa phương đã tuyên truyền trong các trường đại học và tổ chức các cuộc tập trận sử dụng súng. Sự phơi bày của các phương tiện truyền thông được thúc đẩy bởi Grand Rabbi Gabriel Davidovich của Asociación Mutual Israelita Argentina bị đánh đập dã man bởi những kẻ theo chủ nghĩa tân quốc xã Argentina. Theo Trung tâm nghiên cứu các mối đe dọa mạng (CYTREC) tại Đại học Swansea, nhóm AWD Argentina duy trì liên lạc với những kẻ phát xít mới có liên kết với nhóm Atomwaffen ở nước láng giềng là Brazil. Atomwaffen Argentina là thành viên của Iron Order, một liên minh gồm các nhóm chủ nghĩa dân tộc.

## Trong văn hóa đại chúng
Tổ chức Atomwaffen đã là chủ đề của bốn bộ phim tài liệu dài, Documenting Hate: New American Nazis của PBS, "Im Verhör: Die Atomwaffen-Division" (có 2 phần) của Spiegel TV và Breaking Hate: Atomwaffen Division của MSNBC.
Cuốn sách The Last Widow của Karin Slaughter có Brandon Russell là một thủ lĩnh tân Quốc xã. Incendiary Attraction của Sarah Andre kể về nhóm tân Quốc xã hư cấu "The Race" là nhóm chị em của Tổ chức Atomwaffen và họ gây ra một cuộc tấn công khủng bố giết chết người Hồi giáo. Ghost Hunter: Occultus của Martin J. Best đề cập đến Tổ chức Atomwaffen và Tổ chức Sonnenkrieg bị ràng buộc với một vụ giết người theo nghi thức satan.